# Eosentomon nupri
Eosentomon nupri är en urinsektsart som beskrevs av Nakamura 1983. Eosentomon nupri ingår i släktet Eosentomon och familjen trakétrevfotingar. Inga underarter finns listade i Catalogue of Life.